# CBFA2T2
CBFA2T2‏ (CBFA2/RUNX1 translocation partner 2) هوَ بروتين يُشَفر بواسطة جين CBFA2T2 في الإنسان.